# Tommy Sylvestre
Tommy Sylvestre (né le 31 août 1946) est un footballeur togolais des années 1970.
Il participe à la Coupe d'Afrique des nations 1972 avec l'équipe du Togo.

## Palmarès
- Finaliste de la Coupe des clubs champions africains en 1969 avec l'Étoile Filante de Lomé
- Vainqueur de la Coupe de l'UFOA en 1977 avec le Stade d'Abidjan et en 1981 avec le Stella Club d'Adjamé
- Champion du Togo en 1965, 1967 et 1968 avec l'Étoile Filante de Lomé
- Champion de Côte d'Ivoire en 1979 et 1981 avec le Stella Club d'Adjamé
- Vainqueur de la Coupe de Côte d'Ivoire en 1976 avec le Stade d'Abidjan
- Finaliste de la Coupe de Côte d'Ivoire en 1980 et 1981 avec le Stella Club d'Adjamé
- Finaliste de la Coupe Félix-Houphouët-Boigny en 1981 avec le Stella Club d'Adjamé